# Energy Star

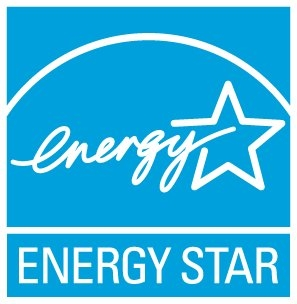
Logo dell'Energy Star

ENERGY STAR® è un programma governativo statunitense per promuovere la conservazione di energia migliorando l'efficienza dei prodotti di consumo.
È noto per il marchio, una stella bianca su fondo blu con la scritta energy, che compare su molte periferiche e prodotti informatici.
In Europa è meno diffuso, e spesso è sostituito dalla certificazione TCO, che valuta anche le prestazioni ergonomiche, rilasciato dalla Tjänstemännens Centralorganisation (TCO), confederazione sindacale svedese.
Il programma Energy Star è stato creato nel 1992 dalla Environmental Protection Agency, per ridurre il consumo energetico e la produzione di gas serra da parte delle centrali elettriche.
Fu sviluppato da John S. Hoffman, inventore dei programmi ecologici dell'EPA, e implementato da Cathy Zoi e Brian Johnson.
È nato come parte di una serie di programmi volontari per dimostrare il potenziale delle strategie di riduzione dell'inquinamento. L'applicazione è iniziata sui prodotti informatici, e si è in seguito estesa a altre applicazioni come i prodotti da ufficio, l'illuminazione e altro
Quest'oggi il marchio può essere applicato anche a nuove case, edifici industriali e commerciali.
L'EPA stima che abbia fatto risparmiare 10 miliardi di dollari in costi energetici nel solo 2004.
Energy Star ha dato un forte supporto alla diffusione di semafori LED e di lampade a fluorescenza, sistemi di gestione dell'energia per uffici e di prodotti con standby a consumo ridotto.

## Specifiche
Una nuova specifica Energy Star è stata implementata dal 1º luglio 2007. I vincoli sono più stringenti di quelli precedenti, e i nuovi prodotti devono conformarsi a quegli standard per ottenere il marchio.
È richiesta una efficienza dell'80% o più per i prodotti alimentati da corrente alternata.

## Voci critiche
In Europa Energy Star viene criticato per i seguenti motivi: i criteri sono poco ambiziosi e vengono soddisfatti da più del 70% degli apparecchi elettrici sul mercato, l'effetto risparmio è minimo e mancano dei meccanismi di controllo per le informazioni inserite nella banca dati centrale. Un'ispezione eseguita nel mese di marzo del 2010 ha messo in rilievo che su 4 prodotti, solo 3 erano dichiarati in maniera corretta.